# 丹尼爾·施內德芒
丹尼爾·施內德芒（Daniel Schneidermann，1958年4月5日—）是法國的一位媒體評論員，在巴黎出生。他的正職是一位記者，在法國多份報章都有專欄，並在電視上有媒體評論的節目。